# Aeroportul Pô
Aeroportul Pô (IATA: PUP, ICAO: DFCP) este un aeroport din Burkina Faso ce deservește zona Pô. A fost numit după zona deservită.
Situat la o altitudine de 322 m, aeroportul dispune de o singură pistă.